# Romradiatoare

## Istoric
Istoria ROMRADIATOARE începe în 1926, anul în care grupul "Industria Sârmei S.A” înființează în Brașov o fabrică cu numele de “Ancora Română”, având ca obiect de activitate producția de cabluri de tracțiune din oțel și mai târziu, de cabluri conductoare din aluminiu.

Producția de radiatoare începe în 1961, prin preluarea sectorului de radiatoare al Uzinei de Tractoare Brașov (UTB), ocazie cu care denumirea de “Ancora Română” este schimbată în “Fabrica de Radiatoare și Cabluri Brașov ”. Fabrica începe să furnizeze radiatoare pentru întreaga industrie constructoare de mașini din România, echipând automobile, camioane, autobuze, tractoare, locomotive Diesel, instalații de foraj sau grupuri staționare, din care mare parte erau destinate exportului.
După transferul integral al producției de cabluri în 1980 către Întreprinderea Mecanică Bistrița, societatea continuă asimilarea de noi tipuri și tehnologii de radiatoare, ajungând în 1989 la o capacitate de producție de peste 7000 tone de radiatoare anual.

În 1991 societatea își schimbă denumirea în ROMRADIATOARE. Tot în această perioadă începe asimilarea de radiatoare ca piese de schimb pentru export, pentru diverse mărci de autoturisme. Gama de produse și aplicații începe să se diversifice după 1994, incluzând, pe lângă produsele tradiționale, instalații de aer condiționat și calorifere.
În 1995, ROMRADIATOARE este privatizată, prin vânzarea acțiunilor către salariați. 

În 2008 SIF Transilvania S.A. devine acționar majoritar la ROMRADIATOARE, sus
ținând, prin investiții în tehnologie, noile direcții de dezvoltare ale societății.

## Principali acționari
S.I.F. TRANSILVANIA Brașov : 76,6%
Înființată la 1 noiembrie 1996, Societatea de Investiții Financiare Transilvania Arhivat în 23 ianuarie 2012, la Wayback Machine. este un fond închis de investiții autoadministrat și cu capital integral privat românesc, deținând un capital social de 109 milioane lei și active administrate în valoare de aproximativ 1500 milioane lei, constând în participații în aproximativ 270 de societăți comerciale de pe teritoriul României.
Lucescu Mircea: 16,5%
Mircea Lucescu este un jucător și antrenor de fotbal român. Ca jucător, a activat în principal la echipa Dinamo între 1964 și 1977 și a câștigat 6 titluri în campionatul român. Ca antrenor a condus printre altele echipa națională a României, precum și echipele Corvinul Hunedoara, Dinamo București, Brescia, FC Rapid, Internazionale Milano, Galatasaray, Beșiktaș și Shaktior Donețk și a câștigat Cupa UEFA în anul 2009 cu echipa sa Shaktior Donețk.
Altii: 6,9%
Angajații și foștii angajați dețin de asemenea o mică parte din capitalul social al societății.